# Comarque de Morrazo
Morrazo est une comarque de la province de Pontevedra en Galice (Espagne). 

## Municipios de la comarque
La comarque est composée de quatre municipios (municipalités ou cantons) : 
- Bueu
- Cangas do Morrazo
- Marín
- Moaña